# Сергієнко Костянтин Павлович
Костянти́н Па́влович Сергіє́нко (нар. 17 червня 1981, Миколаїв — пом. 29 жовтня 2014, Новомихайлівка) — солдат 28-ї окремої механізованої бригади Збройних сил України, загинув в ході російсько-української війни.

## Життєпис
1996 року закінчив 9 класів ЗОШ № 26 Миколаєва, по тому — ПТУ, за спеціальністю радіотелемайстра. Займався будівельними та ремонтними роботами.
У часі війни добровольцем прийшов до військкомату, солдат 1-го батальйону 28-ї окремої механізованої бригади, кулеметник.
Загинув 29 жовтня 2014 року близько 23:30 під час мінометного обстрілу, перебуваючи на бойовому чергуванні, на блокпосту біля села Новомихайлівка Мар'їнського району. Російські збройні формування здійснили обстріл, міна влучила в дерево та розлетілася осколками, потрапила в окоп, Костянтин зазнав смертельних поранень, при цьому врятував побратима, якого закрив від осколків.
Залишилась дружина та донька 2007 р.н.
Похований у Миколаєві.

## Нагороди та вшанування
За особисту мужність і героїзм, виявлені у захисті державного суверенітету та територіальної цілісності України, вірність військовій присязі під час російсько-української війни, відзначений — нагороджений
- 18 травня 2016 року — орденом «За мужність» III ступеня (посмертно)[1]
- У січні 2015 року в миколаївській ЗОШ № 26 (вулиця Чайковського), відкрито меморіальну дошку випускнику Костянтину Сергієнку.
- 26 липня 2024 року вулицю Адмірала Ушакова в Миколаєві перейменовано на вулицю Костянтина Сергієнка[2].